# (7776) Takeishi
(7776) Takeishi (1993 BF) – planetoida z pasa głównego asteroid okrążająca Słońce w ciągu 3,4 lat w średniej odległości 2,26 j.a. Odkryta 20 stycznia 1993 roku.